# Their Satanic Majesties Request
Their Satanic Majesties Request è un album discografico del gruppo rock britannico dei Rolling Stones. Pubblicato nel 1967, l'8 dicembre in Inghilterra e il 9 dicembre negli USA. È il primo album degli Stones ad avere la stessa lista di tracce nelle versioni statunitense e britannica.
Il titolo dell'album storpia il testo presente all'interno dei passaporti britannici: "Her Britannic Majesty requests and requires ...".

## Descrizione
Si tratta di un capitolo isolato e singolare nella lunga discografia del gruppo, scaturito dall'importanza e influenza che il pop psichedelico e il Flower Power avevano assunto all'epoca.
Tutte le canzoni sono composte da Jagger e Richards tranne In Another Land composta da Bill Wyman.
L'album ottenne buoni riscontri di vendita immediatamente dopo la sua pubblicazione, posizionandosi al numero 3 delle classifiche inglesi ed al numero 2 delle classifiche americane, anche se le vendite calarono dopo breve tempo.
L'album è stato ristampato in versione rimasterizzata nel 2002 dalla ABKCO Records.

### Origine e storia
Pochi mesi prima della pubblicazione del disco, nel febbraio '67, Jagger, Richards, Marianne Faithfull, e il gallerista d'arte Robert Fraser erano stati sorpresi dalla polizia durante un festino a base di sesso e droga nella villa sul mare di Richards a Redlands. La polizia sequestrò diverse sostanze e la cosa sembrò fermarsi lì. Successivamente condotti in tribunale in manette con grande esposizione mediatica, accusati di consumo e possesso di droga, Mick Jagger venne condannato a 3 mesi di carcere, Richards a 1 anno e Fraser a 6 mesi. La natura draconiana della sentenza nei confronti dei due Stones provocò un editoriale di protesta sull'autorevole The Times intitolato Who Breaks a Butterfly Upon a Wheel? ("Chi schiaccia una farfalla sotto una ruota?"), una citazione tratta dalla celebre Epistola al Dr Arbuthnot di Alexander Pope del gennaio 1735. A causa di queste vicissitudini giudiziarie, raramente l'intera band fu presente in studio nella sua interezza all'epoca della registrazione dell'album. Nondimeno le sessioni furono alquanto caotiche data la massiccia presenza di ospiti che i membri del gruppo si portarono appresso. Proprio per la frequente assenza di Jagger o Richards impegnati nel loro processo, uno dei membri dei Rolling Stones meno sotto le luci dei riflettori da sempre, Bill Wyman, assunse un ruolo di maggior rilevanza nelle alchimie del gruppo con la composizione della traccia In Another Land, pubblicata in seguito come primo singolo estratto dal disco.

### Pubblicazione e accoglienza
| Recensione                    | Giudizio |
| ----------------------------- | -------- |
| AllMusic                      |          |
| Piero Scaruffi                |          |
| Encyclopedia of Popular Music | [ 5 ]    |
| Entertainment Weekly          | C        |
| The Great Rock Discography    | [ 7 ]    |
| MusicHound                    | [ 8 ]    |
| NME                           | [ 9 ]    |
| Pitchfork                     |          |
| The Rolling Stone Album Guide | [ 10 ]   |
| The Village Voice             | B+       |

Pubblicato nel dicembre 1967, generalmente il disco venne recensito dalla critica come un pretenzioso e maldestro tentativo di scopiazzare i Beatles psichedelici di Sgt. Pepper's Lonely Hearts Club Band e i Pink Floyd di The Piper at the Gates of Dawn (usciti entrambi nel 1967). All'epoca, l'album fu il primo (e unico) disco prodotto dagli stessi Stones. La produzione, in particolare, venne fortemente criticata dal critico Jon Landau nel quinto numero della neonata rivista Rolling Stone, e gli Stones si affrettarono a chiamare Jimmy Miller per produrre il loro album successivo. L'adesione al movimento flower power fu particolarmente evidente con la partecipazione di Brian Jones al Festival di Monterey (Monterey pop) in qualità di ospite e presentatore di Jimi Hendrix, mentre da parte di Jagger e Richards fu breve e momentaneo, già nel 1968 gli Stones sarebbero tornati alle atmosfere blues che meglio si confacevano loro. A rimarcare la scarsa originalità dell'album ci pensò l'intervista rilasciata da John Lennon nel 1970 alla rivista Rolling Stone, nel corso della quale Lennon rilasciò le seguenti affermazioni: «Satanic Majesties era Pepper». «We Love You... era come All You Need Is Love».
Nonostante le pessime critiche dell'epoca, la reputazione dell'album è cresciuta nel corso degli anni. Canzoni come Citadel, She's a Rainbow e 2000 Light Years from Home sono state reinterpretate da numerosi giovani gruppi rock. In particolare il movimento punk dimostrò di apprezzare molto il disco, ergendolo a vero capolavoro della psichedelia inglese.
L'album venne pubblicato in Sudafrica con il titolo The Stones are Rolling a causa della parola "Satanic" contenuta nel titolo originale, considerata sconveniente dalle autorità sudafricane.

### Copertina
Le copie iniziali del disco avevano una copertina tridimensionale con una foto del gruppo agghindato alla moda hippy opera del fotografo Michael Cooper (che in precedenza si era occupato delle foto per la copertina del Sgt. Pepper's dei Beatles). Vista da una certa angolatura, l'immagine mostrava le facce dei membri della band che si mischiavano le une alle altre ad eccezione di quella di Jagger, immobile al centro della copertina con le mani giunte sul petto e un lungo cappello da Mago Merlino. Inoltre guardando attentamente la copertina si possono scorgere i visi dei quattro Beatles. Le ristampe successive dell'album sostituirono l'immagine in 3-D con una più convenzionale fotografia per motivi di costi di stampa. All'interno è presente un collage di varie immagini in stile psichedelico e un disegno di un labirinto con scritto al centro "It's Here" ("è qui" in italiano) riferendosi al titolo (la richiesta delle loro sataniche maestà) che però è irraggiungibile, in quanto c'è un tratto chiuso nel disegno del labirinto.

### Singoli
La canzone In Another Land, composta da Bill Wyman, venne pubblicata come singolo, con The Lantern, scritta da Jagger e Richards, sul lato B. Mesi dopo si decise di pubblicare un nuovo singolo, She's a Rainbow/2000 Light Years from Home, anch'esse composte da Jagger e Richards.

## Tracce
- Tutti i brani sono opera di Mick Jagger & Keith Richards, eccetto dove indicato.

Lato 1
1. Sing This All Together - 3:47
2. Citadel - 2:51
3. In Another Land (Bill Wyman) - 3:14
4. 2000 Man - 3:08
5. Sing This All Together (See What Happens) - 8:34

Lato 2
1. She's a Rainbow - 4:35
2. The Lantern - 4:23
3. Gomper - 5:09
4. 2000 Light Years from Home - 4:45
5. On With the Show - 3:39

## Formazione
The Rolling Stones
- Mick Jagger – voce, percussioni
- Keith Richards – chitarra, cori
- Brian Jones – mellotron, dulcimer, chitarra, arpa, flauto dolce, sassofono, organo, percussioni, cori, effetti sonori, glockenspiel, percussioni, Güiro, sintetizzatore
- Bill Wyman – basso, percussioni, cori; voce in In Another Land
- Charlie Watts – batteria, percussioni, tabla

### Altri musicisti
- Anita Pallenberg – cori
- Nicky Hopkins – pianoforte, organo, clavicembalo, mellotron
- Eddie Kramer – percussioni
- John Lennon & Paul McCartney – voci in Sing this All Together
- Ronnie Lane – cori in In Another Land
- Steve Marriott – chitarra ritmica e cori in In Another Land
- John Paul Jones – arrangiamento degli archi in She's a Rainbow

## Influenza culturale
- Il gruppo rock psichedelico degli anni novanta, The Brian Jonestown Massacre, pubblicò nel 1996 un album dal titolo: Their Satanic Majesties' Second Request. In questo album il gruppo si rifà alla musica di Keith Richards e Brian Jones con un largo uso nelle tracce di sitar, didgeridù, congas e glockenspiel.

## Altre interpretazioni significative
- Il brano 2000 Man è stato reinterpretato dal gruppo rock statunitense Kiss nel loro album Dynasty del 1979, interpretato su disco da Ace Frehley.